# NGC 162

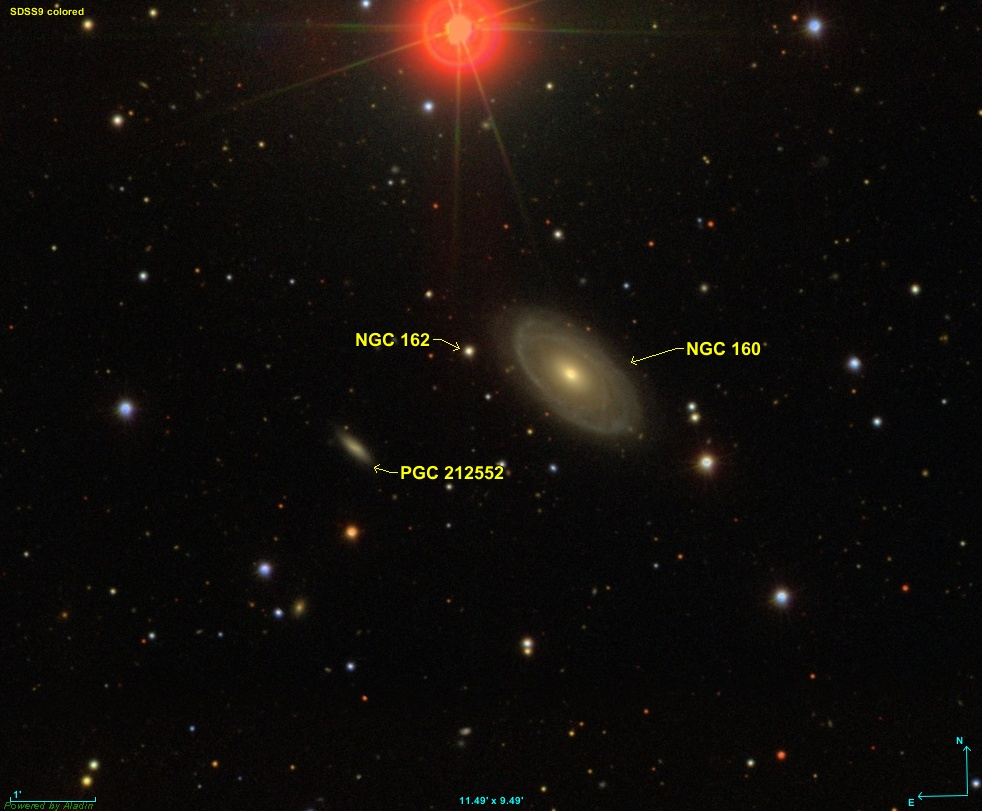
Imagen de NGC 162

NGC 162 es una estrella enana naranja, se encuentra en la constelación de Andromedaa unos 1730 Años luz de distancia,fue descubierta en 1862 por Heinrich Louis d’Arrest, de tipo espectral K2V, posee una magnitud visual de 15.06, una luminosidad de 0.313 soles, una masa de 0.80 veces la del Sol, una temperatura de 4987K, un paralaje estelar de 1.8883 y un radio de 0.75 veces la del Sol o 520,000 kilómetros de radio.